# Oldenlandia subdivaricata
Oldenlandia subdivaricata är en måreväxtart som beskrevs av Emmanuel Drake del Castillo. Oldenlandia subdivaricata ingår i släktet Oldenlandia och familjen måreväxter.
Artens utbredningsområde är Vietnam. Inga underarter finns listade i Catalogue of Life.